# Revelation (альбом Кристофера Ли)
Revelation — второй сольный альбом, выпущенный в 2006 году актёром Кристофером Ли.

## Список композиций
1. «The Impossible Dream — The Quest» (3:28)
2. «I, Don Quixote — Man of la Mancha» (3:42)
3. «Carmencita — Quiero y no quiero querer» (4:06)
4. «The Toreador March — Flamenco Mix» (5:21)
5. «O Sole Mio — It’s Now or Never»(3:51)
6. «High Noon» (2:23)
7. «Wanderin' Star» (3:44)
8. «Oh What a Beautiful Mornin'» (2:58)
9. «Name Your Poison» (3:48)
10. «Toreador March — Heavy Metal Mix» (4:39)
11. «The Little Drummer Boy» (3:02)
12. «Silent Night» (2:59)
13. «My Way» (4:34)
14. Behind the Music — with Christopher Lee (22:20)

## Коммерческий успех
Альбом вышедший в 2007 году, разошёлся платиновым тиражом.